# Ризиера-ди-Сан-Сабба
Ризиера-ди-Сан-Сабба (итал. Risiera di San Sabba) — нацистский концентрационный лагерь. Создан в сентябре 1943 года в северо-итальянском городе Триест, недалеко от сегодняшней границы со Словенией. За годы войны в этот лагерь попали около 25 000 человек, от 3000 до 5000 из которых были замучены и убиты.

## История
Здание было построено в 1913 году и было предназначено для вылущивания риса (отсюда название итал. Risiera). Осенью 1943 года нацисты организовали здесь лагерь для евреев, партизан, политических и других заключённых. В центральном здании лагеря находилась казарма для солдат СС из Германии и Италии.
Многие из узников были депортированы в другие лагеря: Дахау, Маутхаузен, Освенцим, количество убитых в Рисиере оценивается между 3 000 и 5 000 человек. 4 апреля 1944 года в концлагере Рисиера появился крематорий, в котором в первый же день эксплуатации были сожжены трупы 70 человек, расстрелянных днём раньше в Опичине.
В ночь с 29 на 30 апреля 1945 года отступающие перед партизанами нацисты взорвали здание крематория, чтобы скрыть следы своих преступлений. Под завалами были найдены три бумажных мешка из-под цемента, наполненных пеплом и костями.
Через 30 лет после окончания Второй мировой войны, в апреле 1976 года, был завершён процесс над руководителями концлагеря Ризиера-ди-Сан-Сабба. Однако главные обвиняемые: гамбургский адвокат Дитрих Аллерс (August Dietrich Allers) и мюнхенский пивовар Йозеф Оберхаузер (Josef Oberhauser) не могли быть выданы Италии, так как соглашение об экстрадиции относилось только к преступлениям, совершенным после 1948 года. Аллерс умер до вынесения приговора в марте 1975 года. Оберхаузер был приговорён к пожизненному заключению заочно, умер через три с половиной года в ноябре 1979 в Мюнхене.
В 1965 году здание Ризиеры было объявлено национальным памятником, а с 1975 года на территории тюрьмы действует городской музей Ризиера-ди-Сан-Сабба.

## См. также

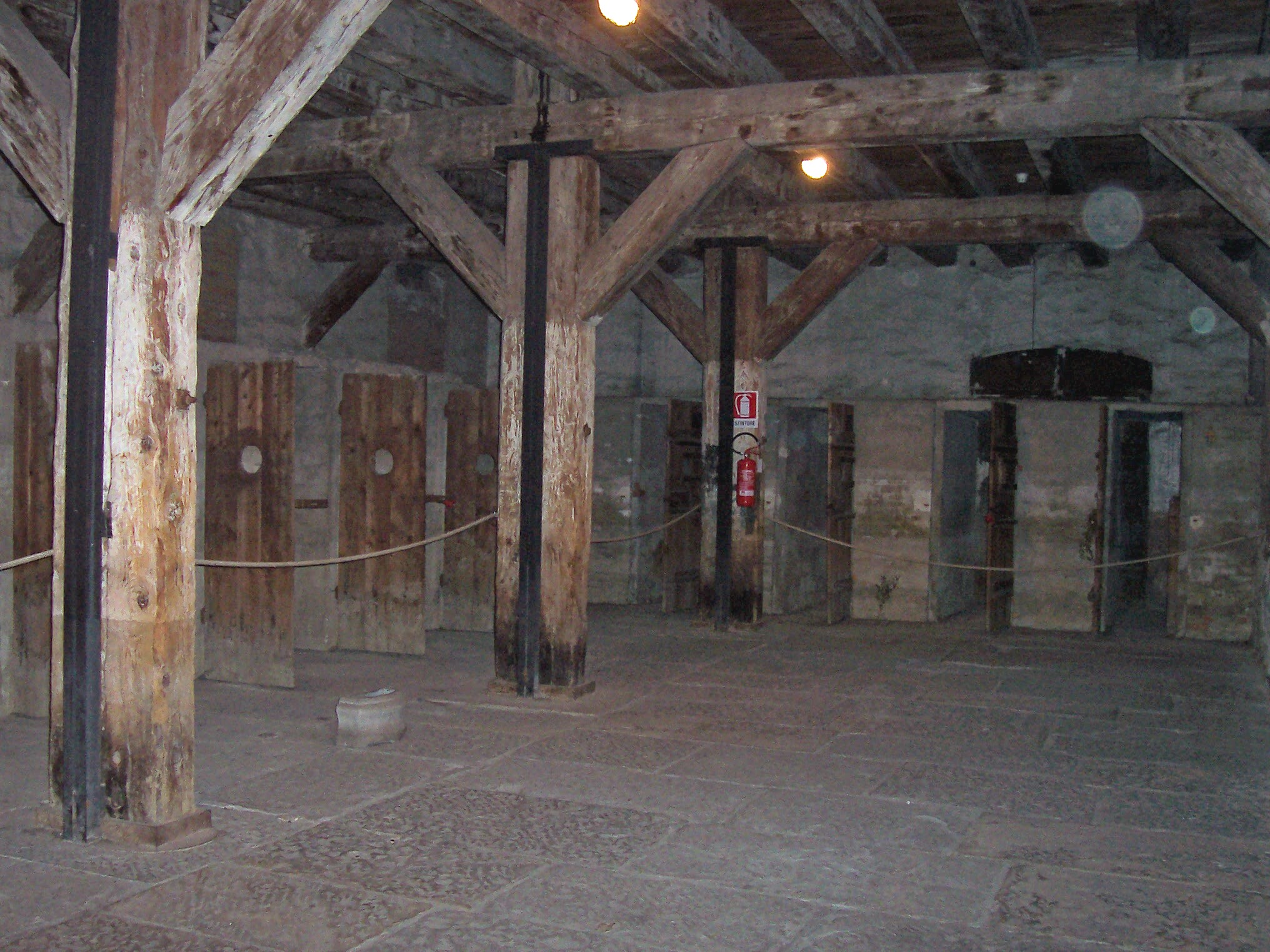